# Tococa tepuiensis
Tococa tepuiensis är en tvåhjärtbladig växtart som beskrevs av John Julius Wurdack. Tococa tepuiensis ingår i släktet Tococa och familjen Melastomataceae. Utöver nominatformen finns också underarten T. t. glabrata.